# Окинава (остров)
Вижте пояснителната страница за други значения на Окинава.
Окинава (на японски: 沖縄本島) е най-големият от островите Рюкю, Япония. Дълъг е приблизително 100 km и е средно 11 km широк. Има площ от 1206,98 km2 към 1 октомври 2016 г. Намира се на около 640 km южно от останалата част от Япония, като разстоянието до китайския бряг е приблизително същото, а разстоянието до Тайван е 500 km. Районът на Наха, столицата на префектура Окинава в югозападната част на острова, има около 800 000 жители от общо 1,3 милиона на целия остров, а самият град има около 320 000.
Окинава е стратегическо място за въоръжените сили на САЩ след края на Втората световна война. На острова има около 26 000 души военен персонал на САЩ или около половината от всички американски части в Япония. Американските бази на Окинава играят критична роля в Корейската война, Виетнамската война, Афганистанската война и Иракската война. Присъствието на американски военни на Окинава причинява политически противоречия както на острова, така и в други части на Япония.
Населението на острова, рюкюйци, са едни от най-дълго живеещите хора в света.

## История
Първото заселване на острова е от поне преди 32 000 ± 1000 години, за което свидетелстват скелети на праисторически хора, намерени в пещера близо до град Наха.
През средновековието на Окинава съществува кралство Рюкю, което е подчинено от японците през 1879 г. Из целия остров са останали развалини от средновековните фортификационни съоръжения – гусуку. Днес те са паметници на световното наследство. Враждебността към Япония нараства веднага след анексирането, отчасти поради систематичните опити на Япония да елиминира културата на Рюкю, включително езика, религията и културните обичаи.
В периода април – юни 1945 г. по времето на битката за Окинава островът е превзет от американските войски в най-дългата сухопътна битка в Тихия океан. Целта е била Окинава да се използва като военновъздушна база в операция „Даунфол“ – планираното нахлуване в Япония към края на Втората световна война. На острова е създадена американска военна база, която е ключов стратегически обект, контролиращ всички подходи към Япония. След войната островът е под управлението на американската администрация до 1972 г. От 1972 г. на Окинава са разположени американски база, заемащи общо 18% от територията му. През юли 2016 г. администрациите на САЩ и Япония вземат решение за ограничение на правовите привилегии на американците, причина за което стават честите нарушения на местното законодателство от страна на американските военнослужещи. В периода 1972 – 2016 г. на острова са извършени 5800 престъпления от американци, от които 571 са класифицирани като тежки престъпления.

## География
Окинава е най-големият остров от архипелага Рюкю и петият по големина японски остров с площ от 1206,98 km2. Дължината му от североизток на югозапад е 110 km. На изток бреговете му се мият от водите на Тихия океан, а на запад – от водите на Източнокитайско море. Бреговете му са силно разчленени от множество малки и удобни заливи – Наго (на западния бряг), Кин и Накагусуку (на източния бряг). Всички те са обградени с коралови рифове. На североизток и в централните части са разположени ниски планини и възвишения с максимална височина до 498 m, изградени предимно от шисти, варовици и пясъчници, а останалата територия е заета от ниска равнина. Климатът е тропичен, мусонен, с годишна сума на валежите от 1300 до 2000 mm. През лятото и есента през острова преминават тропически тайфуни. В миналото островът е бил покрит с гъсти и влажни тропични гори, които на повечето места са унищожени и са сведени до наличието на храсталаци, бамбукови горички и обширни територии заети от насаждения с ориз, ананаси, батати и захарна тръстика. В горите Ямбару на север има малък брой Gallirallus okinawae (малка нелетяща птица, която е застрашена от изчезване). Малката индийска мангуста е внесена на острова, за да пречи на местните змии Trimeresurus elegans да атакуват птиците. Вместо да елиминира змиите обаче, мангустата ловува птици, допълнително застрашавайки застрашената Gallirallus okinawae.

## Демография
Към 2014 г. японското правителство изчислява населението на острова на 1 301 462 души, включително американските военни и техните семейства. Окинавският език се говори основно от възрастното население.
Докато северната част на острова е рядко населена, централната и южната част са силно урбанизирани.

## Икономика
В сравнение с останалите японски префектури, Окинава има най-младото и най-бързо растящо население, но има най-високото ниво на безработица и най-нисък среден доход. Икономиката на острова се движи основно от туризъм и от военното присъствие на САЩ, като напоследък се наблюдават опити за развиване и на другите сектори.